# Sir Balin
Sir Balin var en av riddarna vid runda bordet i legenden om kung Artur. Han ska ha använt Longinus spjut att döda en av Sjöns härskarinnor vars kraft förintar ett helt land. Detta leder till sökandet efter den heliga graal bland Arturs riddare.